# پروانه‌تباران بال‌شیشه‌ای
پروانه‌تباران بال‌شیشه‌ای (نام علمی: Ithomiini) نام یک طایفه از زیرخانواده شه‌پروانه‌ایان است.